# حسین‌آباد عربخانه
حسین‌آباد عربخانه یک روستا در ایران است که در دهستان عربخانه شهرستان نهبندان واقع شده‌است. حسین‌آباد عربخانه ۱۱ نفر جمعیت دارد.

## جمعیت
این روستا در بخش شوسف قرار دارد و براساس سرشماری مرکز آمار ایران در سال ۱۳۸۵، جمعیت آن ۱۱ نفر (۵ خانوار) بوده‌است.